# Site historique national de fort Davis
Le site historique national de fort Davis (en anglais : Fort Davis National Historic Site) est un site historique national américain à Fort Davis, au Texas. Il a été créé en 1961 pour protéger les restes d'un fort de l'United States Army établi dans les montagnes Davis en octobre 1854. National Historic Landmark depuis le 19 décembre 1960, il est inscrit au Registre national des lieux historiques depuis le 15 octobre 1966